# Bastion Hill
Bastion Hill är en kulle i Antarktis. Den ligger i Östantarktis. Australien gör anspråk på området. Toppen på Bastion Hill är 1 490 meter över havet, eller 399 meter över den omgivande terrängen. Bredden vid basen är 5,3 km.
Terrängen runt Bastion Hill är kuperad åt nordost, men åt sydväst är den platt. Trakten är obefolkad. Det finns inga samhällen i närheten. 